# قشلاق سیف خانلو ۱
قشلاق سیف خانلو ۱، روستایی در دهستان اصلاندوز غربی بخش مرکزی شهرستان اصلاندوز در استان اردبیل ایران است.

## جمعیت
بر پایه سرشماری عمومی نفوس و مسکن در سال ۱۳۹۵، جمعیت این روستا برابر با ۲۸۵ نفر (۷۱ خانوار) بوده‌است.